# The Callisto Protocol
The Callisto Protocol ist ein von Striking Distance Studios entwickeltes Survival-Horror-Spiel, das im Dezember 2022 für PC und Spielkonsolen veröffentlicht wurde.

## Handlung und Gameplay
Es ist das Jahr 2320 auf Kallisto. Eine Gefängniskolonie namens Black Iron, die von der United Jupiter Company betrieben wird, wird von einer außerirdischen Bedrohung heimgesucht. Der Spieler übernimmt die Rolle eines Gefangenen, der sich unter anderem gegen die Bedrohung behaupten muss, um aus Black Iron und von Kallisto selbst zu entkommen, aber dabei eine Verschwörung entdeckt.
Gesteuert wird der Protagonist aus der Third-Person-Perspektive.

## Hintergrund und Entwicklung
Das Entwicklungsstudio Striking Distance Studios ist ein Tochterunternehmen des Publishers Krafton, das eigens für die Entwicklung von The Callisto Protocol gegründet wurde. Als Geschäftsführer und leitender Game Designer für Striking Distance Studios wurde Glen Schofield engagiert.
Für Schofield (Mitgründer von Sledgehammer Games und ehemaliger Vizepräsident von Visceral Games), der zuvor an der Entwicklung von Call of Duty: WWII maßgeblich beteiligt war, ist The Callisto Protocol erstmals wieder seit Dead Space und Dead Space: Extraction ein von ihm entwickeltes Weltraum-Science-Fiction-Spiel. Laut Schofield haben sich etwa 25 bis 30 Kollegen, mit denen er bereits bei Sledgehammer Games und/oder Visceral Games zusammengearbeitet hatte, Striking Distance Studios angeschlossen, um The Callisto Protocol mitzuentwickeln. Insgesamt wurden 150 Personen bei Striking Distance Studios angestellt. Die Entwicklung von The Callisto Protocol fand aufgrund der COVID-19-Pandemie teilweise im Home-Office (bzw. durch Telearbeit) statt und nicht am Unternehmenssitz im kalifornischen San Ramon.
Im Dezember 2020 wurde ein Trailer zu The Callisto Protocol veröffentlicht.

## Bewertung
The Callisto Protocol erhielt überwiegend durchschnittliche Bewertungen. Die Rezensionsdatenbank Metacritic aggregiert 78 Rezensionen der PlayStation-5-Version zu einem Mittelwert von 70/100 Punkten und 16 Rezensionen der PC-Version zu 69/100 Punkten. Der User Score der PC-Version beträgt nur 5,2, was auf die Bemängelung technischer Probleme des Spiels auf dieser Plattform zurückzuführen ist. Die GameStar schreibt dem Spiel Designschwächen und technische Probleme zu.